# Carmen Vildez
 (août 2010).
Si vous disposez d'ouvrages ou d'articles de référence ou si vous connaissez des sites web de qualité traitant du thème abordé ici, merci de compléter l'article en donnant les références utiles à sa vérifiabilité et en les liant à la section « Notes et références ».
Carmen Vildez, née le 17 mars 1884 à Paris et morte le 8 mars 1977 à Pontoise, de son vrai nom Carmen Vallejo, est une chanteuse lyrique des concerts parisiens.

## Biographie
Fille de José Vallejo, un chanteur interprète, elle débute au Petit Casino en 1903 sous le pseudonyme de Carmen Vilda puis rapidement Carmen Vildez. Elle connaît de par sa voix carrière tant à Paris, principalement rue de la Gaité qu'en province jusqu'au début des années 1930. Elle chante ensuite pour des œuvres de bienfaisance[réf. souhaitée].
Le 8 février 1951, elle se remarie avec le compositeur de musique Roger Dufas.
Elle meurt à Pontoise le 8 mars 1977. Il est encore possible d'apprécier sa voix grâce aux disques enregistrés chez Pathé frères entre 1911 et 1920.

## Répertoire
Parmi les chansons que Carmen Vildez a créées, chantées ou enregistrées :
Le Cœur de Don Juan (Louis Bénech/Romain Desmoulins, 1912
Fille d'Espagne (Raoul Le Peltier/A. Sablon, 1911)
Fiorella (Louis Bénech/Romain Desmoulins, 1912)
L'Hirondelle du faubourg (Bénech et Dumont, 1912)
Sérénade à Rosinette (Bénech et Dumont, 1912)
Tout en causant (Bénech et Dumont, 1913)
La Valse bleu horizon (Charles-Louis Pothier/Charles Borel-Clerc, 1917)
La Valse commence (Louis Bénech/Romain Desmoulins, 1911)
La Valse de nos amours  (Georges Millandy et Pierre Chapelle/P. Azzéro, 1912)
Séduction (Mario Cazes, 1929)
Adoration, « Opérette Mariska » (Mario Cazes, 1930)
Verdun ! On ne passe pas
Son Amoureux (P. Alberty / René de Buxeuil, Éditeur Delormel et Cie - Paris)